# Itō Jakuchū
Itō Jakuchū (伊藤 若冲?) (2 de marzo de 1716 – 27 de octubre de 1800) fue un pintor japonés de mediados del período Edo, cuando Japón había cerrado sus puertas al mundo exterior. Muchas de sus pinturas representan temas tradicionalmente nipones, en particular gallos y otras aves. Gran parte de su obra muestra un gran grado de experimentación con la perspectiva y con otros elementos estilísticos modernos para la época.
En comparación con Soga Shōhaku y otros ejemplos de pintores excéntricos de mediados del período Edo, se dice que Jakuchū fue muy tranquilo, sobrio y profesional. Tenía fuertes vínculos con los ideales del budismo zen; pero también estaba muy consciente de su papel dentro de una sociedad de Kioto que se estaba volviendo cada vez más comercial.

## Biografía

### Primeros años y formación
Itō Jakuchū era el hijo mayor de Itō Genzaemon, un tendero y verdulero de Kioto cuya tienda, llamada Masuya, se encontraba en el centro de la ciudad, en el distrito de comida de Nishiki. Jakuchū dirigió la tienda desde el momento de la muerte de su padre en 1739 hasta 1755, cuando se la entregó a uno de sus hermanos.
Su formación en pintura se derivó principalmente de la inspiración de la naturaleza y su educación en la escuela Kano, además del examen de pinturas japonesas y chinas en los templos zen. Algunas fuentes indican que pudo haber estudiado con Ōoka Shunboku, un artista de Osaka conocido por sus pinturas de pájaros y flores. Aunque varias de sus obras representan a criaturas exóticas o fantásticas, como tigres y fénix, es evidente por el detalle y la apariencia realista de sus pinturas de gallos y otros animales que basó su trabajo en la observación real.

### Desarrollo profesional

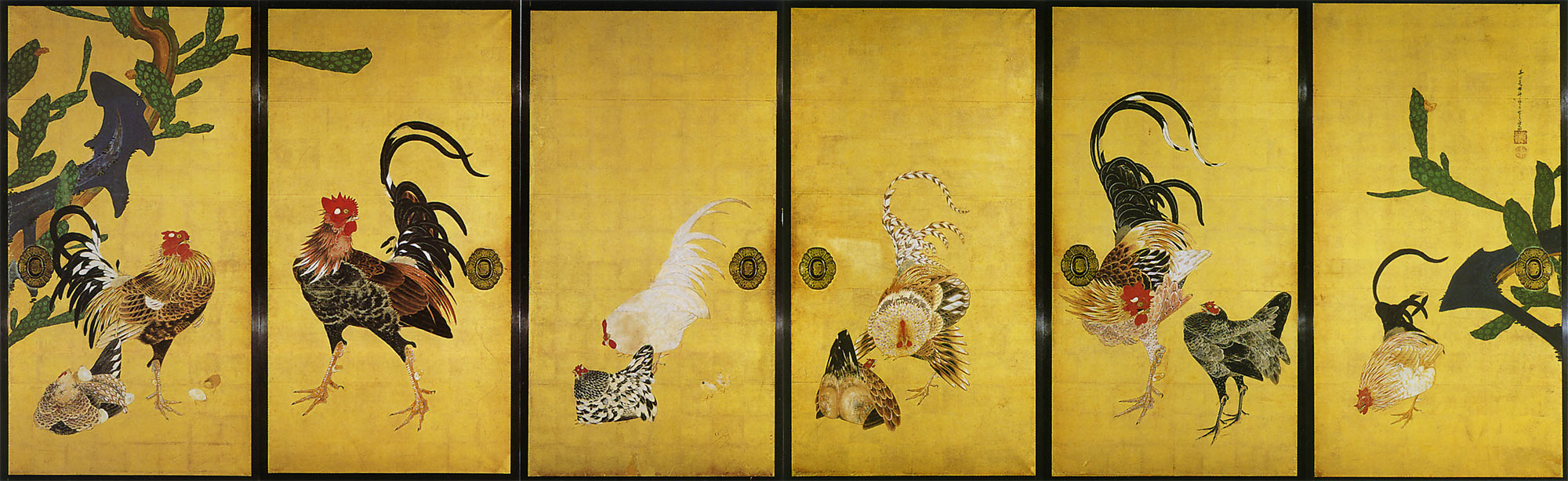
Gallos y cactus, pintura sobre fusuma en el templo Saifuku-ji

Jakuchū construyó un estudio de dos pisos en la orilla oeste del río Kamo a finales de sus treinta. Lo llamó Shin'en-kan (心 遠 館, Villa del Corazón Desapegado), en homenaje a una frase de un poema del antiguo escritor chino Tao Qian. Fue por esta época que Jakuchū se hizo amigo de Daiten Kenjō, un monje Rinzai que más tarde se convertiría en abad del templo de Kioto Shōkoku-ji. A través de esta amistad, Jakuchū obtuvo acceso a la gran colección de pinturas japonesas y chinas del templo, y pudo introducirse a nuevos círculos sociales y artísticos.
Bien conocido y de buena reputación en la comunidad artística de Kioto, Jakuchū recibió muchos encargos de pinturas en biombos, y en un momento apareció por encima de varios otros artistas destacados en el Registro de notables de Heian (平安 人物 誌, Heian jinbutsu-shi) . Además de los encargos personales, Jakuchū también recibió el encargo de pintar paneles para muchos templos budistas y santuarios sintoístas en todo Japón, incluyendo al influyente Rokuon-ji.
Sin embargo, a pesar de sus éxitos comerciales, se puede afirmar que Jakuchū vivió la vida de un intelectual literario (bunjin). Fue amigo de muchos bunjin notables, viajó con ellos y fue influenciado por sus estilos artísticos. Su propio grado de experimentación fue el resultado de una combinación de esta influencia bunjin y su propio impulso creativo personal. Además de sus experimentos con materiales y perspectivas occidentales, Jakuchū también empleó en ocasiones un método llamado taku hanga. Este método utiliza bloques de madera para parecerse a una técnica china de calcos de tinta de losas de piedra con inscripciones. Fue empleado por Jakuchū en una serie de obras, incluido un rollo titulado "Placeres improvisados a flote" (乗興 舟, Jōkyōshū), que representa a él y a su mentor, Daiten Kenjo (大典 顕 常). La pieza se encuentra actualmente en el Museo Metropolitano de Arte de Nueva York. El pergamino de Itō Jakuchū fue creado usando la técnica de taku hanga, que permite que el fondo sea negro mientras que los textos de Daiten Kenjo y los detalles del artista se presentan en grises y blancos.
A pesar de su individualismo y participación en la comunidad académica y artística de Kioto, Jakuchū siempre fue muy religioso y se retiró hacia el final de su vida a Sekihō-ji, un templo filial de Manpuku-ji, en las afueras del sur de Kioto. Allí reunió a varios seguidores y continuó pintando hasta su muerte a los ochenta y cinco años.

## Estilo

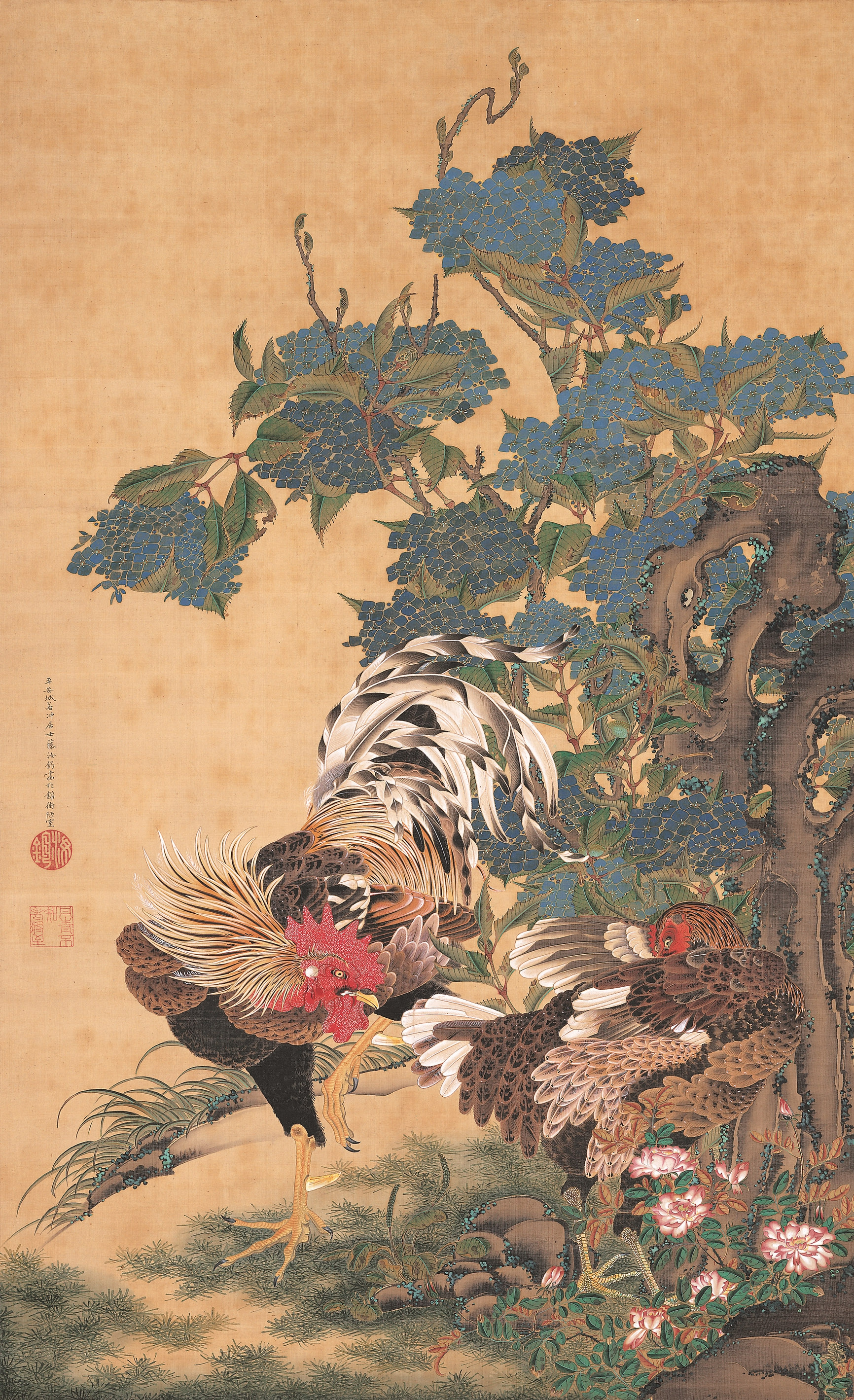
Gallo y gallina con hortensias

Un tema muy común entre su trabajo son las aves, en particular gallinas y gallos, aunque varias de sus pinturas más famosas representan cacatúas, loros y fénix. El estilo de pintura de Jakuchū está influenciado por Shen Quan (1682-1760), precursor de la escuela Nanpin. Sus temas de grullas así lo demuestran, siendo parte del legado tradicional japonés, pero también el fondo neutro y el 'corte' que se le da a la composición de la escena, con un estilo decorativo de pintura siempre cuidado y detallado de flora y fauna. Su estilo realista también se atribuye a la influencia de Ogata Kōrin, artista de la escuela Rinpa.

## Obras destacadas

### Imágenes del colorido reino de los seres vivos

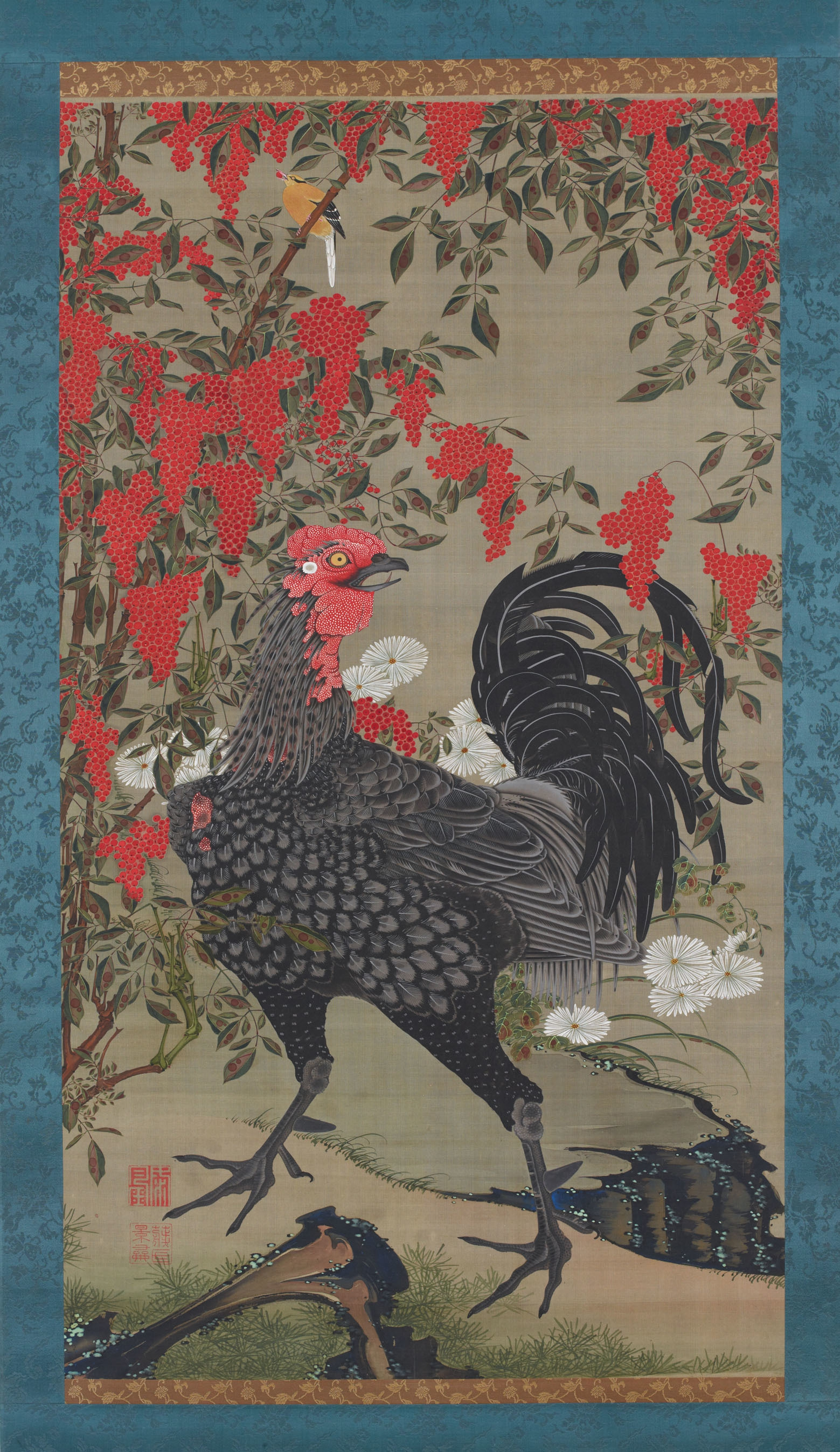
Nandina y gallo, parte de la serie Dōshoku sai-e

Una de sus obras más famosas se conoce como las Imágenes del colorido reino de los seres vivos (動 植 綵 絵, Dōshoku sai-e). Iniciadas alrededor de 1757 y no terminadas hasta 1765, las imágenes son un conjunto de veintisiete pergaminos colgantes creados como una ofrenda personal al templo Shōkoku-ji. Representan una serie de animales en escala monumental y con el grado de detalle correspondiente. Las pinturas están compuestas con pigmentos de diferentes colores sobre seda. Hoy, Dōshoku sai-e es propiedad del Museo de las Colecciones Imperiales. La mayoría de las pinturas recuperadas de Itō Jakuchū se trataban de biombos y pergaminos decorados en base a tinta. Sin embargo, más adelante en su carrera, Itō Jakuchū seguiría disfrutando de pintar en pergaminos.

### Compendio de verduras e insectos
Otro ejemplo notable de los pergaminos de Jakuchū es su obra Compendio de verduras e insectos. Se trata de una pintura de casi noventa frutas y verduras diferentes, cincuenta variedades de insectos y otros animales. La pintura utiliza pigmentos y tintas sobre seda con un fondo gris escalonado. La pintura tiene un color casi apagado, excepto por los naranjas, amarillos y rojos brillantes y verdes en las frutas y verduras. El conocimiento de Jakuchū de los productos del tendero de su familia es evidente en su pergamino. Este comienza con la representación de las diversas frutas y verduras en orden estacional, luego pasa a los insectos y animales con una sola mariposa que une los dos lados. Se especula que la inspiración de Jakuchū fue la importancia de las verduras y frutas en el arte chino.

### Aves y animales en el jardín de flores
Otra de sus famosas piezas, apodada Aves y animales en el jardín de flores (鳥 獣 花木 図 屏風, Chōjūkaboku-zu byōbu), es posiblemente una de las piezas de aspecto más moderno de Japón durante este período. La pieza, un par de biombos, representa un elefante blanco y varios otros animales en un jardín. Lo que la hace única es la división de toda la pieza en una cuadrícula de cuadrados, aproximadamente un centímetro de cada lado. Cada cuadrado fue coloreado individualmente para crear la imagen agregada resultante. En la actualidad, Chōjūkaboku-zu byōbu es propiedad del Museo de Arte Idemitsu.

### Jakuchū gafu

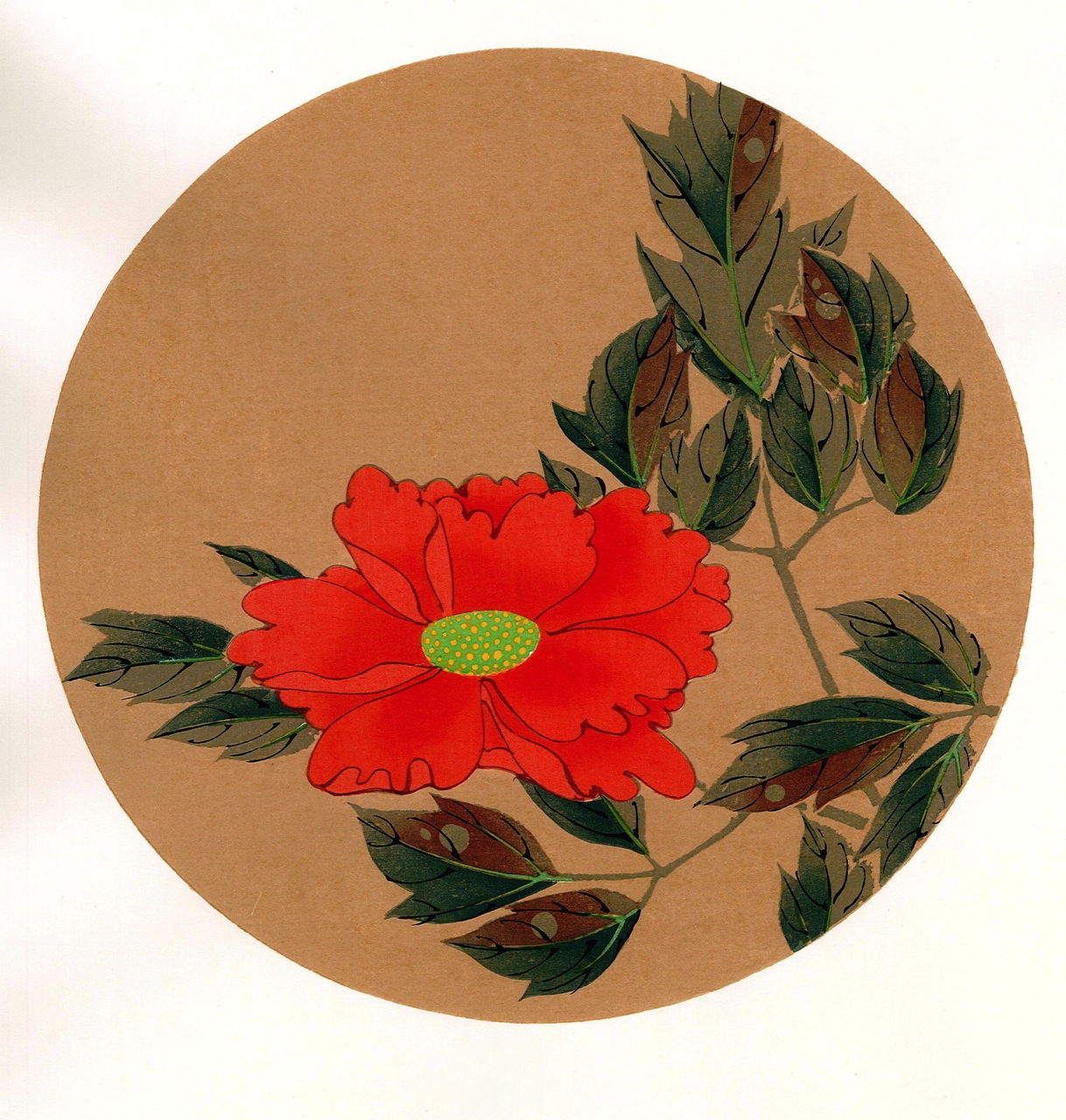
Página del Jakuchū gafu

El Jakuchū gafu (若 冲 画譜; "Álbum de Jakuchū") es una serie de obras que representan flores. El formato de la pintura es circular. Los originales estaban mal conservados, pero varias copias de calidad se hicieron durante la era Meiji de la década de 1890.